# Cao độ (âm nhạc)

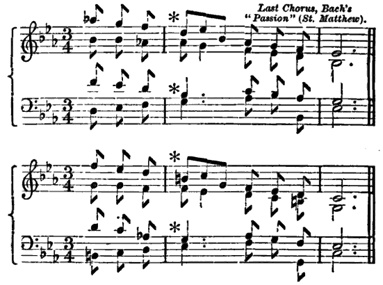
Trong ký âm, vị trí của các nốt khác nhau cho thấy cao độ khác nhau. &

Cao độ âm bổng của độ trầm, là một đặc tính của tri giác cho phép người ta có thể sắp xếp những âm thanh khác nhau thành một chuỗi những âm có mối tương quan với nhau về tần số dao động, tức cao độ là độ "cao", "thấp" của âm thanh phụ thuộc vào tần số dao động.  Tần số dao động càng lớn thì âm thanh càng "cao" và ngược lại. Cao độ cùng với trường độ, cường độ và âm sắc là 4 thuộc tính chính của âm thanh có nhạc tính.
Cao độ có thể được định lượng như tần số, nhưng nó không phải là một tính chất thuần túy khách quan thuộc vật lý, mà nó là một thuộc tính chủ quan thuộc tâm lý âm học (tâm thính học; psychoacoustic) của âm thanh. Việc nghiên cứu về cao độ và sự nhận thức về cao độ đã từng là một vấn đề trọng tâm trong ngành tâm lý âm học, và nó từng được dùng làm phương tiện trong sự định hình và kiểm nghiệm những nguyên lý về đặc tả âm thanh, về quá trình xử lý và nhận thức trong hệ thống thính giác.

## Cảm âm

### Cao độ và tần số

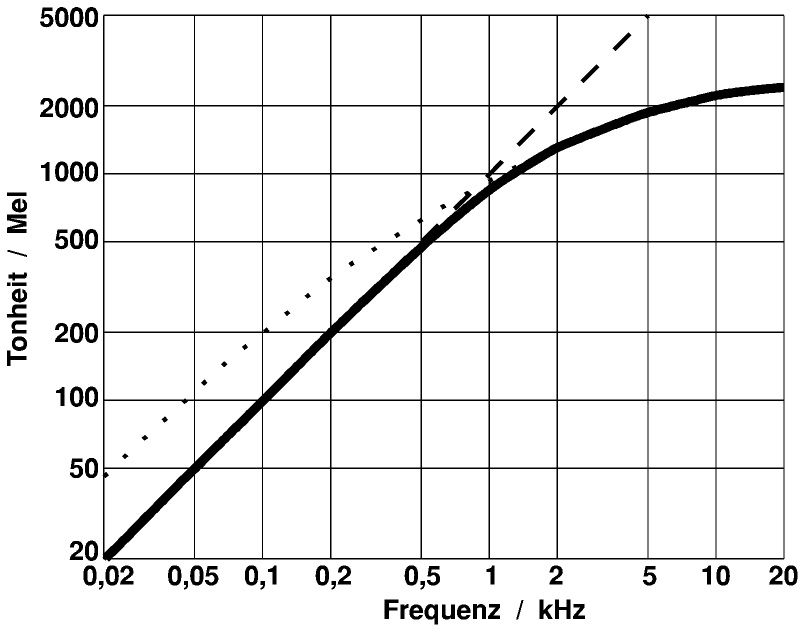
Mối tương quan giữa tần số và nhận thức về cao độ.

Cao độ là một cảm giác của thính giác, trong đó người nghe có thể ấn định được những âm thanh vào các vị trí tương đối trên một thước đo chủ yếu dựa vào tần số rung. Cao độ có quan hệ chặt chẽ với tần số, nhưng không phải là một mối quan hệ tương đương. Tần số là một khái niệm khoa học khách quan, trong khi cao độ là một phạm trù mang tính chủ quan. Bản chất của các sóng âm không có cao độ, và dao động của chúng có thể được đo đạc với kết quả là tần số. Nhưng tần số này khiến não bộ của con người sắp đặt thành những tiêu chuẩn chủ quan về cao độ.
Các cao độ thường được xác định như là những tần số (số dao động trong 1 giây hoặc hertz) bằng cách so sánh những âm này với những đơn âm là những âm có chu kỳ và dạng sóng như sóng sin. Có thể xác định cao độ của những sóng âm có dạng phức tạp và không tuần hoàn bằng cách này.  Trong hầu hết các trường hợp, cao độ của những âm thanh phức tạp như giọng nói hoặc nốt nhạc gần giống như tần số của những âm thanh có chu kỳ tuần hoàn hoặc gần tuần hoàn.
Cao độ của những âm phức tạp có thể được cảm nhận rất mơ hồ, có nghĩa là tùy vào người nghe mà có thể cảm nhận được sự khác nhau giữa hai hoặc nhiều nốt nhạc. Tuy tần số cơ bản thực tế (tần số chính của âm) có thể được xác định bằng các dụng cụ đo đạc, nhưng nó vẫn gây ra những cảm nhận khác nhau về cao độ, nguyên nhân là do những bồi âm, sóng hài hay những nguyên do khác. Sự cảm nhận của hệ thống thính giác của con người có thể gặp khó khăn trong việc phân biệt các tần số khác nhau của các nốt nhạc trong những hoàn cảnh nhất định nào đó.
Cao độ phụ thuộc vào mức độ lớn nhỏ của âm thanh (cường độ, âm lượng), đặc biệt là ở tần số dưới 1000 Hz và trên 2000 Hz. Cao độ của âm trầm sẽ cảm thấy thấp dần khi tăng áp lực âm thanh (tăng âm lượng). Ví dụ, một âm thanh có tần số 200 Hz nếu nghe trong điều kiện âm lượng lớn sẽ cảm thấy cao độ của nó thấp hơn bán cung so với cao độ khi nghe âm này với âm lượng vừa đủ nghe. Trên 2000 Hz, cao độ sẽ cao hơn khi âm lượng lớn hơn.

### Ngưỡng phân biệt
Ngưỡng phân biệt (just-noticeable difference/jnd: ngưỡng của sự thay đổi mà có thể cảm nhận được) phụ thuộc vào lượng thay đổi của tần số âm thanh. Dưới 500 Hz, ngưỡng phân biệt nằm ở khoảng 3 Hz đối với sóng sin, và 1 Hz đối với âm thanh phức tạp, trên 1000 Hz thì ngưỡng phân biệt đối với sóng sin là khoảng 0.6% (khoảng 10 cent). Ngưỡng phân biệt thường được thử nghiệm bằng cách phát 2 âm liên tiếp xem người nghe có thể cảm nhận được sự khác biệt của cao độ hay không. Ngưỡng phân biệt trở nên nhỏ hơn nếu hai âm được phát cùng một lúc vì khi đó người nghe có thể phân biệt được hiện tượng phách. Tổng số cao độ có thể cảm nhận được trong phạm vi ngưỡng nghe của con người là khoảng 1400, tổng số nốt nhạc trong âm giai điều hòa âm từ 16 đến 16000 Hz là 120 nốt.

### Cao độ: cao và thấp
Theo Viện Tiêu chuẩn Quốc gia Hoa Kỳ, cao độ là thuộc tính thính giác của âm thanh, theo đó âm thanh có thể được đặt trên một thang đo từ thấp đến cao. Kể từ khi cao độ được xem như là một đại lượng liên quan chặt chẽ đến tần số thì nó gần như được xác định bằng tốc độ dao động của không khí gây ra bởi sóng âm và hầu như không liên quan gì với cường độ, hoặc biên độ của sóng. Cao độ "cao" có nghĩa là dao động rất nhanh, và cao độ "thấp" tương ứng với dao động chậm hơn. Mặc dù vậy ở phần lớn các ngôn ngữ đều dùng những đặc ngữ liên quan đến "độ cao" của âm thanh để chỉ "cao độ". Có bằng chứng chứng minh rằng con người thật sự cảm nhận được một nguồn âm thanh phát ra từ vị trí cao hơn hoặc thấp hơn theo chiều không gian thẳng đứng khi tần số âm thanh tăng hoặc giảm.